# Tibor Pál
Dans le nom hongrois Pál Tibor, le nom de famille précède le prénom, mais cet article utilise l’ordre habituel en français Tibor Pál, où le prénom précède le nom.
Pour les articles homonymes, voir Pál.
Tibor Pál, né le 15 septembre 1935 à Budapest, est un footballeur hongrois. Il évoluait au poste de défenseur.

## Biographie

### En club
Tibor Pál est joueur du Csepel SC de 1958 à 1961,,.
Il est sacré Champion de Hongrie en 1959.
Il devient joueur du Vasas SC en 1961.
Avec le Vasas SC, il est à nouveau Champion de Hongrie en 1962, 1965 et en 1966.
Le club du Vasas est aussi vainqueur de la Coupe Mitropa en 1962 et en 1965.
Il raccroche les crampons en 1967.
En compétitions européennes, il dispute au total 13 matchs pour 5 buts inscrits en Coupe des clubs champions.

### En équipe nationale
International hongrois, il reçoit deux sélections pour aucun but marqué en équipe de Hongrie en 1959 et 1964,.
Son premier match en sélection a lieu le 19 avril 1959 contre la Yougoslavie (victoire 4-0 à Budapest) en amical.
Tibor Pál fait partie de l'équipe de Hongrie médaillée de bronze aux Jeux olympiques 1960. Il dispute deux matchs durant la compétition.
Son dernier match en sélection a lieu le 4 octobre 1964 contre la Suisse (victoire 2-0 à Berne).

## Palmarès
| Csepel SC - Championnat de Hongrie (1) : - Champion : 1958-59. |  | Vasas SC - Coupe Mitropa (2) : - Vainqueur : 1962 et 1965. - Championnat de Hongrie (3) : - Champion : 1961-62, 1965 et 1966. |

| Hongrie - Jeux olympiques : - Bronze : 1960. |  | Hongrie - 19 ans - Championnat d'Europe -19 ans (1) : - Vainqueur : 1953. |